# سنغ نقرة
سنغ نقرة (بالفارسية: سنگ نقره) هي قرية تقع في قسم قلندرآباد الريفي في إيران. يقدر عدد سكانها بـ 148 نسمة بحسب إحصاء 2016.